# Miquel Servet
Miguel Serveto Conesa (Vilanova de Sixena, Regne d'Aragó, potser el 29 de setembre de 1511 - Ginebra, 27 d'octubre de 1553), àlies Revés i conegut tradicionalment en català com a Miquel Servet, fou un humanista, teòleg i científic aragonès d'abast universal. També se'l coneix com a Miguel de Villanueva, Michel de Villeneuve o, en llatí, Michael Servetus.
Els seus interessos van abastar un bon nombre de ciències: l'astronomia i la meteorologia, la geografia, la jurisprudència, la teologia i l'estudi de la Bíblia, les matemàtiques, l'anatomia i la medicina Els seus escrits foren en llatí.

## Naixement i anys de formació

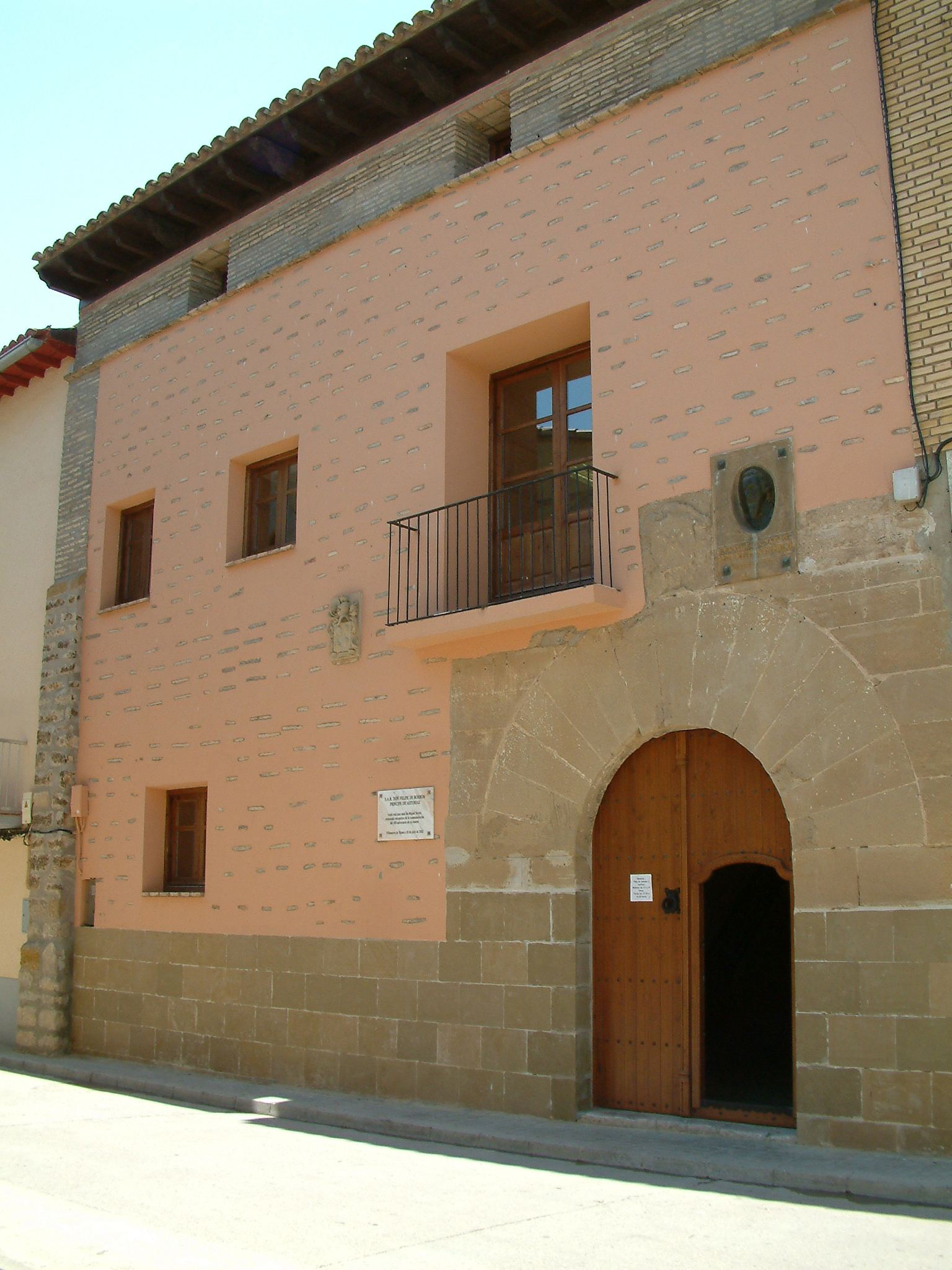
Façana de la casa on va néixer Miquel Servet a Vilanova de Sixena, avui convertida en centre d'interpretació de la seva vida i obra

Per bé que la seva localitat de naixement és citada com a Vilanova o Villanueva, actualment hi ha un consens gairebé general a situar el lloc de naixement de Servet a Vilanova de Sixena (província d'Osca). A Vilanova de Sixena, s'hi conserva la casa familiar, avui convertida en centre d'interpretació.
Jove de família judeoconversa, amb dots excel·lents per a les lletres, va abandonar la localitat d'origen per ampliar estudis a Barcelona, on estudià llatí, grec, hebreu, matemàtiques i filosofia. Allí, vers el 1525, és acceptat com a pupil per fra Juan de Quintana, que arribaria a ser confessor de Carles I. Després d'una estada a Tolosa de Llenguadoc per estudiar-hi dret Civil i Canònic, a partir de 1525 entra en contacte per primera vegada amb cercles pròxims a la Reforma Protestant, viatja amb Quintana per Itàlia i Alemanya, com a part del seguici imperial, i presencia la coronació de Carles V com a emperador a Bolonya l'any 1530.

## Primeres obres teològiques
Posteriorment, abandona el seu mentor i inicia un periple per diverses ciutats de l'Europa Central afins al protestantisme naixent. Estableix una relació cada cop més difícil i polèmica amb alguns líders reformadors, com Joan Ecolampadi de Basilea, i se'n va més endavant cap a Estrasburg, on es relaciona amb Bucer, i a Hagenau, ciutat alsaciana que llavors pertanyia al Sacre Imperi Romanogermànic.
Convençut que la traducció oficial del llatí havia tergiversat la doctrina, va estudiar la Bíblia en hebreu i grec, i el 1531 publica De Trinitatis erroribus —Dels errors entorn de la Trinitat—, obra en què nega la validesa bíblica del dogma trinitari establert al Concili de Nicea i proposa que el Fill és el fruit de la unió del Logos diví amb la persona de Jesús, nascut miraculosament de la Verge Maria. Per tant, el Fill no és etern ni és una Persona de la Santíssima Trinitat, l'existència de la qual nega vehementment i la defineix com els "tres fantasmes" o el "Ca Cèrber de tres caps", i qualifica els que hi creuen com a "triteistes". D'altra banda, l'Esperit Sant no seria una altra entitat, la pretesa tercera Persona d'aquesta Trinitat, sinó simplement la manifestació de l'Esperit de Déu tal com actua a través dels homes. Aquest llibre va produir un gran escàndol entre els reformadors alemanys i fou prohibit a Estrasburg i Basilea. L'any següent va publicar el Dialogorum de Trinitate, una formulació revisada de les seves tesis inicials. Comptat i debatut, les seves propostes el van enfrontar tant als catòlics romans com als protestants.

## Temps d'ocultació
Miquel Servet es dirigeix a Lió. Havia estat breument a París, on una trobada prevista però finalment no duta a terme amb Calví es transforma en l'inici d'una relació epistolar entre ambdós. Servet arriba a Lió amb una nova identitat, Michel de Villeneuve, pretesament originari de Tudela, a Navarra, per evitar les persecucions de la Inquisició. Va treballar en una impremta, primer com a corrector de proves. El 1535 li van encarregar la publicació i l'anotació de la Geografia de Claudi Ptolemeu, feina que donava proves de la seva gran erudició.
El 1537 es matricula a la Universitat de París per estudiar medicina quan encara estava dominada pels ensenyaments de Galè i començaven a sorgir veus discrepants que insistien en la necessitat d'experimentar. A Paris estudia al costat dels grans metges de l'època heretant d'Andreas Vesal el lloc d'ajudant de dissecció, i acaba ensenyant matemàtiques i medicina a la Universitat. Durant aquests anys va escriure el Manuscrit de la Complutense, centenars de notes manuscrites al tractat De Materia Medica de Dioscòrides Pedaci imprès en 1537, tant entre línies com marginals amb profunds coneixements mèdics.
Servet va ensenyar matemàtiques i astrologia mentre estudiava medicina, i Jean Tagault, el degà de la facultat de medicina va suspendre'l de donar classe les seves classes. Fou acusat d’ensenyar De divinatione per Ciceró en què defensava la influència de les estrelles en els esdeveniments futurs (astrologia judiciària), la qual cosa, junt amb un opuscle en el qual descriu l'ús de xarops per administrar els remeis de l'època, l'enfronta amb la comunitat universitària.
Com a conseqüència dels riscos i dificultats d’estudiar medicina a París, Servet va decidir anar a Montpeller per acabar els estudis de medicina, on va convertir en doctor en medicina el 1539. Després va viure a Charlieu. Un metge gelós va emboscar i va intentar matar Servet, però Servet es va defensar i va ferir un dels atacants en una lluita d'espasa. Va estar diversos dies a la presó a causa d'aquest incident. A Lió es troba amb l'arquebisbe de Viena del Delfinat, Pierre Paulmier, que havia conegut prèviament a París. D'aquesta forma entra al seu servei com a metge personal (1541).

## LaRestitució del Cristianisme

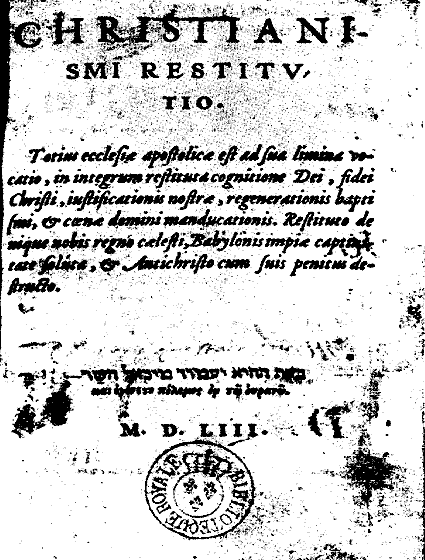
portada del Christianismi Restitutio

A Viena, Servet es dedica a continuar els seus estudis i les seves publicacions i prepara en secret la que serà la seva obra mestra. Prossegueix la seva correspondència amb Calví, a qui envia una primera versió del seu llibre Christianismi Restitutio ("Restitució del Cristianisme"), de caràcter fonamentalment teològic, tot esperant els seus comentaris (1546). El concepte de cristianisme que hi exposa és proper al panteisme. Crist és a totes les coses. El món n'és tot ple. Es mostrava també contrari al baptisme dels infants, ja que aquest sagrament ha de ser un acte madur i conscient de voler esdevenir cristià, la qual cosa l'apropa a les posicions anabaptistes. Sobre l'edat adequada per rebre el baptisme, va suggerir seguir l'exemple de Jesús: El mateix Jesucrist va ser batejat amb vora trenta anys. Curiosament, el llibre va passar a la posteritat perquè al seu Llibre V contenia la primera exposició a l'Occident cristià de la funció de la circulació pulmonar o menor:segons Servet, la sang és transmesa per l'artèria pulmonar a la vena pulmonar per un pas prolongat a través dels pulmons, en el curs del qual es torna de color vermell i s'allibera dels vapors fuliginosos per l'acte de l'expiració. Servet sostenia que l'ànima era una emanació de la Divinitat i que tenia la seu a la sang. Gràcies a la sang, l'ànima podia estar disseminada per tot el cos i, així, l'home podia assumir la seva condició divina. Per tant, els descobriments relatius a la circulació de la sang tenien un impuls més religiós que científic. D'aquí que la descripció de la circulació pulmonar es trobi dins d'una obra de teologia i no de fisiologia. Per a Servet no hi havia diferència entre ambdós àmbits, ja que tot obeïa a un mateix gran designi diví.
Com a resposta, Calví el commina a llegir el seu propi llibre Institutio Christianae Religionis ("Institució de la Religió Cristiana"), publicat el 1536. Servet va llegir el llibre de Calví, hi va fer anotacions molt crítiques als marges i li va tornar la còpia corregida, la qual cosa va desplaure enormement al reformador, que va avisar que si Servet posava els peus a Ginebra "no en sortiria viu".
Finalment, Christianismi Restitutio és publicat anònimament al començament del 1553, novament amb un gran escàndol. Un calvinista de Ginebra escriu a un amic catòlic revelant-li que l'autor del llibre és l'heretge Miquel Servet, ocult sota la falsa identitat de "Villeneuve". Se sospita que darrere d'aquesta denúncia hi podria haver el mateix Calví, que havia tingut accés al text gràcies a Servet mateix. La Inquisició de Lió rep part de la correspondència intercanviada entre ells, després de la qual cosa Servet és detingut, interrogat i empresonat a Viena del Delfinat. El 7 d'abril, tanmateix, aconsegueix evadir-se i el 17 de juny és sentenciat a mort in absentia i és cremat en efígie.

## Judici i mort
Possiblement mentre anava cap a Itàlia, per alguna raó, Servet acaba fent estada a Ginebra, on va ser reconegut a l'església on predicava el mateix Joan Calví (13 d'agost). Després de ser detingut i jutjat per heretge (per la seva negació de la Trinitat i per la defensa del baptisme durant l'edat adulta), va ser condemnat a morir a la foguera (26 d'octubre de 1553).
Contra Miquel Servet del Regne d'Aragó, a Espanya: Perquè el seu llibre anomena la Trinitat "dimoni" i "monstre de tres caps"; perquè contraria les Escriptures dir que Jesucrist és un fill de David; i perquè diu que el baptisme dels petits infants és obra de bruixeria, i per molts altres punts i articles i execrables blasfèmies amb què el llibre va així adreçat contra Déu i la sagrada doctrina evangèlica, per tal de seduir i defraudar els pobres ignorants.
Per aquestes i altres raons et condemnem, Miquel Servet, que et lliguin i portin a l'indret de Champel, que allà et subjectin a una estaca i et cremin viu, al costat del teu llibre manuscrit i imprès, fins que el teu cos quedi reduït a cendra, i així acabis els teus dies perquè quedis com a exemple per a altres que vulguin cometre el mateix.
L'endemà, 27 d'octubre de 1553, Miquel Servet mor cremat a la foguera a Champel, Ginebra.
Independentment de la importància dels seus descobriments fisiològics o de la seva tasca com a polemista religiós, la figura de Miquel Servet esdevé rellevant com a màrtir de la llibertat de pensament i d'expressió de les idees, tant se val les que fossin, en clar desafiament a qualsevol que volgués coartar-la. Les esglésies unitàries consideren Servet el seu pioner i primer màrtir.

## Homenatge

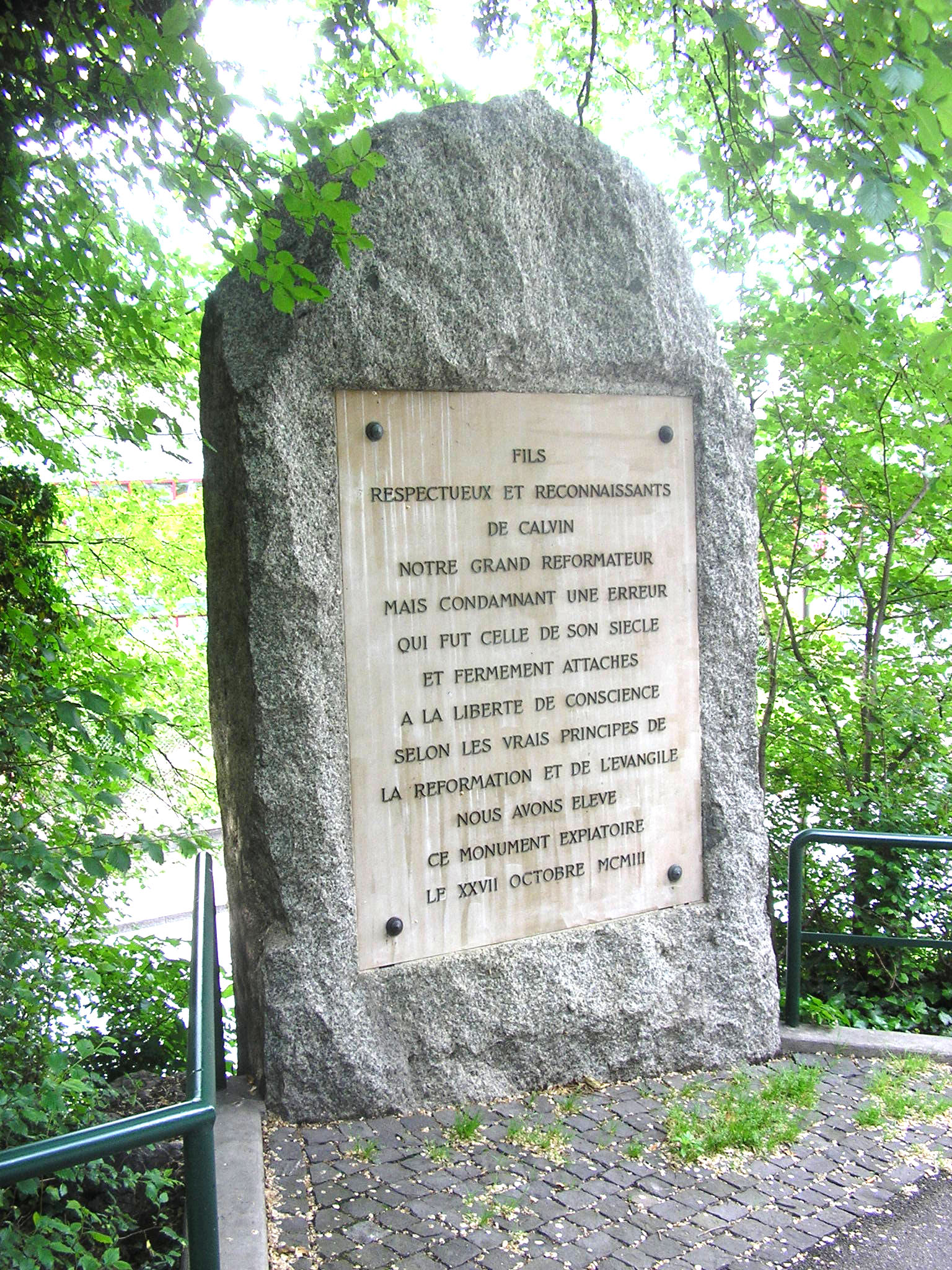
monòlit en homenatge a Servet en el lloc on va ser cremar Servet

En el mateix lloc on es va instal·lar la foguera que va cremar viu Miquel Servet es troba un monòlit amb inscripcions a dues cares que el recorda, que es va instal·lar en 1903, en commemoració del 350 aniversari dels fets, i Ginebra té dedicat un carrer.
És un dels quatre personatges inscrits a la cúpula de l'amfiteatre de la Reial Acadèmia de Medicina de Catalunya juntament amb Pere Virgili, Antoni de Gimbernat i Pere Mata i Fontanet.